# Конституция на Косово
Конституцията на Косово влиза в сила от 15 юни 2008 година. Правителството на Сърбия, което смята Косово за част от собствената си територия, отказва да признае независимостта на Косово и не приема тази конституция.

## История
На 15 май 2001 г. Специалният представител на генералния секретар на ООН в Косово с Наредба № 9/2001 приема Конституционна рамка за временно самоуправление, играеща ролята на основен закон на областта. В нея е предвидено изграждането на различни „временни институции на самоуправление“, включително парламент, правителство и съдилища, намиращи се под надзора на специалния представител.